# NetBEUI
NetBEUI （NetBIOS Extended User Interface、ネットブーイ、ネットビューイ） は、NetBIOSを改良したプロトコルである。
NetBEUIはLAN Manager、LAN Server、Windows for Workgroups（Windows 3.x系）、Windows 9x系、Microsoft Windows XP、Microsoft Windows VistaまでのWindows NT系の各ネットワークOSにおいて利用される。

## 概要
Systek社がIBM PC用のネットワーク用にNetBIOSを開発した。NetBIOSの名称は「BIOS呼び出しの仕組みを利用したネットワークAPI」に由来する。
NetBEUIは米IBM社により同社の「PC LAN Program」と米マイクロソフト社の「MS-NET」（Microsoft Networks）のために1985年に拡張された。1987年にはマイクロソフトと米ノベル社がそれぞれLAN ManagerとNetWareのためにさらに拡張した。
以前はプロトコルとAPI（Application programming interface）を総称してNetBIOSと呼んでいたが、その後プロトコルをNetBEUI、APIをNetBIOSと呼ぶようになった。ただし、NetBEUI は「拡張NetBIOS」の名前から分かるように、本来はAPIである。プロトコルを指す場合、正確にはNBF(NetBEUI Frame Protocol) と呼ぶべきである。実際、Windowsに実装されたNetBEUIプロトコルドライバのファイル名はNBF.SYSであるし、レジストリキーもNBFである。
今日では、NetBEUI（NBF:NetBIOS Frames protocol or NetBIOS over IEEE 802.2）はTCP/IP(NBT: NetBIOS over TCP/IP)へほとんど置き換えられている。
マルチキャストを多用すること、ルーティング機能が実装されていないことから、プロトコルとしては小規模なLAN向けである。セキュリティ上の観点から、NBTをオフにしてNetBEUIを使う場合もある。

## 終焉
前述のとおりインターネットの一般化とTCP/IP（NBT）が主流になったため、Windows XPでは、標準のビルトイン・プロトコルからは外され（付属のCDからインストール可）、Windows XPとWindows VistaではNetBIOS名前解決（NBNS）を使ってコンピュータ名をネットワーク上に登録・取得していた程度となり、NetBEUIのみでネットワークを構築することは現実的ではなくなった。このためかWindows 7からNetBEUI自体が廃止された。